# باول هاميلتون (لاعب كرة قدم)
باول هاميلتون (بالإنجليزية: Paul Hamilton) هو لاعب كرة قدم ومدرب كرة قدم نيجيري، ولد في 31 يوليو 1941، وتوفي في 30 مارس 2017 في Yaba, Lagos ‏ في نيجيريا. شارك مع منتخب نيجيريا لكرة القدم. أما مع النوادي، فقد لعب مع NEPA Lagos F.C. ‏.

## وصلات خارجية
- باول هاميلتون على موقع الاتحاد الدولي (مؤرشف)  (الإنجليزية)
- باول هاميلتون على موقع قاعدة بيانات كرة القدم.إي يو (الإنجليزية)
- باول هاميلتون على موقع اللجنة الأولمبية الدولية (الإنجليزية)
- باول هاميلتون على موقع أوليمبيديا (الإنجليزية)